# Andrew Clyde
Andrew Scott Clyde (Ontario, 22 novembre 1963) è un politico ed ex militare statunitense, membro della Camera dei Rappresentanti per lo stato della Georgia dal 2021.

## Biografia
Nato in Canada, Clyde crebbe in Indiana. Frequentò l'Università di Notre Dame e si arruolò nella marina statunitense, dove prestò servizio per ventotto anni e da cui si congedò col grado di comandante. Mentre prestava servizio nelle riserve, Clyde aprì un'armeria, in cui lavorò fino all'ingresso in politica. Nel 2020 si candidò alla Camera dei Rappresentanti con il Partito Repubblicano, per il seggio lasciato da Doug Collins, che si era candidato infruttuosamente al Senato. Clyde riuscì a vincere le elezioni e divenne deputato.